# بخش موکروسوفسکی
بخش موکروسوفسکی (به لاتین: Mokrousovsky District) یک منطقهٔ مسکونی در روسیه است که در استان کورگان واقع شده‌است.